# Dai-Keong Lee
Dai-Keong Lee (* 2. September 1915 in Honolulu, Hawaii-Territorium; † 1. Dezember 2005) war ein US-amerikanischer Komponist.

## Leben
Dai-Keong Lee studierte bei Roger Sessions an der Princeton University, bei Frederick Jacobi an der Juilliard School of Music, bei Otto Luening an der Columbia University und bei Aaron Copland und lebte als freischaffender Komponist in New York City. 
Er komponierte sechs Opern, die Musik zur Broadway-Komödie Teahouse of the August Moon, ein Ballett, eine Ballettsuite, zwei Sinfonien, eine Polynesische Suite, ein Tanzstück und ein Concerto grosso für Streicher, ein Violinkonzert, ein Streichquartett, Orchesterlieder, Chorwerke und Klavierstücke.
| Personendaten    | Personendaten                |
| ---------------- | ---------------------------- |
| NAME             | Lee, Dai-Keong               |
| KURZBESCHREIBUNG | US-amerikanischer Komponist  |
| GEBURTSDATUM     | 2. September 1915            |
| GEBURTSORT       | Honolulu, Hawaii-Territorium |
| STERBEDATUM      | 1. Dezember 2005             |